# Шелль, Жан де
Жан де Шелль (фр. Jehan de Chelles; родом из Шелля; умер предположительно в 1265 году, Париж), упоминаемый также как Жан из Шеля, — французский зодчий середины XIII века.
Жан де Шелль был одним из архитекторов собора Парижской Богоматери. С 1258 года он возводил боковые фасады трансептов, северный и южный порталы. В 1265 году, вероятно, в связи со смертью, де Шеля сменил зодчий Пьер де Монтрёй.
На южном боковом фасаде собора висит табличка с годом 1258 и именем архитектора.